# 글락소스미스클라인
글락소스미스클라인 plc(영어: GlaxoSmithKline plc)은 약품 제조, 생물학, 의료 분야에 관련된 영국의 기업이다. 이 회사는 직원으로 따지면 세계에서 두 번째로 큰 제약 회사이며 항감염, 중추 신경, 호흡, 위장/신진대사, 종양, 백신 관련 제품을 비롯한 다양한 의약 제품(애드베어 등)을 다루는 리서치 기반 회사이다. 이 회사는 또 구강 의료 제품, 영양제 등을 이루는 컨슈머 헬스케어(Consumer Healthcare)를 운영하고 있다. 런던 증권거래소와 FTSE 100 지수에 등재되어 있다. 글락소스미스클라인은 2000년에 글락소웰컴(GlaxoWellcome plc)과 스미스클라인 비첨(SmithKline Beecham plc)과의 합병으로 태어났다. 이 회사는 새로운 CEO 승계를 앞두고, 적게는 3명 많게는 10명의 후보자를 뽑는다. 이들의 기준은 전문성보다는 경영자로서의 자질을 본다. 한편, 이 업체는, 2000년대 들어서, 안산공장 부지를 화일약품 등의 업체에 매각하고, 이중 일부 부지는, 다른 용도의 공장이 세워져, 여러 업체가 입주하여 가동하고 있다. 2018년 12월에 미국의 화이자에 일반의약품 사업을 양도하였다.

## 제품
- A형 간염 백신
- B형 간염 백신
- 뇌수막염 백신
- RSV 백신
- 니코틴
- 디클로페낙
- 라니티딘
- 라모트리진
- 바데나필
- 부프로피온
- 살부타몰
- 시메티딘
- 아목시실린
- 아목시실린/클라불란산
- 자나미비르
- 파록세틴
- 팬덤릭스
- 프로파노산 플루티카손
- 플루티카손
- 플루티카손/살메테롤